# Садниково
Садниково — деревня в Дмитровском районе Московской области, в составе сельского поселения Синьковское. Население — 7 чел. (2010). До 2006 года Садниково входило в состав Бунятинского сельского округа.

## Расположение
Деревня расположена в западной части района, примерно в 20 км к западу от Дмитрова, на запруженной речке Муравке (левый приток Яхромы), высота центра над уровнем моря 166 м. Ближайшие населённые пункты — Черны на северо-западе, Курьково на севере, Горицы на северо-востоке и Ведерницы на юго-востоке.

## Население
| 2002 | 2006 | 2010 |
| ---- | ---- | ---- |
| 2    | ↗4   | ↗7   |